# Herpyllus bensonae
Herpyllus bensonae är en spindelart som beskrevs av Fox 1938. Herpyllus bensonae ingår i släktet Herpyllus och familjen plattbuksspindlar. Inga underarter finns listade i Catalogue of Life.